# Tetsugen Dōkō
Tetsugen Dōkō (jap. 鉄眼 道光; * 12. Februar 1630 im Kreis Mashiki der Provinz Higo; † 27. April 1682) war ein Mönch der Ikkō-shū, der zur Ōbaku-shū übertrat. Er ist wohl der bekannteste Angehörige dieser Schule. Sein Hauptwerk war die 1681 vollendete Herausgabe des kompletten buddhistischen Kanons.

## Lebensweg
Tetsugen Dōkōs Vater namens Saeki war der Priester (shasō) des örtlichen Hachiman-Schreins. Als er 13 war, wurde Tetsugen im nahegelegenen Tempel in die Jōdo Shinshū (= Ikkō) aufgenommen. Bald darauf wurde er zum Schüler Saigens (1605–63), dem er 1647 nach Kyōto folgte, wo er dann im Seminar der Schule mehrere Jahre lernte. Als das Seminar vorübergehend geschlossen und sein Lehrer wegen dogmatischer Streitigkeiten aus der Shinshū ausgeschlossen wurde, brach auch er 1655 mit dieser Lehrrichtung.
Tetsugen verließ Kioto und begab sich zu Yin-Yüan, der in Nagasaki, zu dieser Zeit noch im Kōfuku-ji, lehrte. Als Yin-yüan nach Kioto aufbrach überließ er Tetsugens weitere Bildung Mu-an, der ihn jedoch zuerst nicht als Schüler akzeptieren wollte. Später wurde er doch angenommen. Er studierte dann auch noch unter Chi-fe und war damit ein Jünger aller drei chinesischen Gründer der Ōbaku in Japan. Inka (印可) als Bestätigung seiner Erleuchtung erhielt er 1671.
In sozialer Hinsicht war Tetsugen ebenfalls äußerst aktiv. Als er 1681 in Edo, wo er sich aufhielt um die Druckerlaubnis für sein Kanon-Projekt zu erhalten, von der sich immer mehr verschlimmernden Hungersnot in Westjapan hörte, kehrte in seine Heimatregion zurück um Spenden zu sammeln. Vom Zuiryū-ji aus organisierte Hilfsmaßnahmen, insbesondere verteilte er täglich Lebensmittelspenden an tausende Bedürftige über mehrere Wochen hinweg. Während des Kontakts mit diesen vielen Leuten infizierte sich Tetsugen und erlag 53-jährig einem Fieber.
In seinen Lehrreden war Tetsugen ein Verfechter der strengen mönchischen Disziplin, nach den Regeln des Vinaya. Er griff immer wieder die in der Shinshū erlaubte Praxis der Heirat von Mönchen an. Im Gegensatz zu den anderen japanischen Gründungsvätern der Schule, wie Egoku Dōmyō, Ryōkei Shōsen und Chōon Dōkai ernannte er keine Dharma-Nachfolger.

### Kanonausgabe
Die von Tetsugen zusammengestellte Ausgabe des gesamten sino-japanischen buddhistischen Kanons, besteht aus 6956 Faszikeln, die im Holzdruckverfahren hergestellt wurden. Der Druck zeichnet sich durch die Klarheit und Größe der Zeichen aus. Die Grundlage bildete die chinesische Wan Li-Ausgabe der Ming-Dynastie, die um Ōbaku-spezifische Texte ergänzt wurde. Die Zusammenstellung ist alternativ als Ōbakuban Daizōku oder Ōbaku Tetsugen Issaikyō bekannt. Die finanziellen Mittel zur Herstellung sammelte er auf Reisen ab 1669 bei Predigten in örtlichen Tempeln.